# Paratrichobius dunni
Paratrichobius dunni är en tvåvingeart som först beskrevs av Charles Howard Curran 1935.  Paratrichobius dunni ingår i släktet Paratrichobius och familjen lusflugor. Inga underarter finns listade i Catalogue of Life.